# Panolis ochroleuca
Panolis ochroleuca là một loài bướm đêm trong họ Noctuidae.